# Comparsa de Moros Viejos

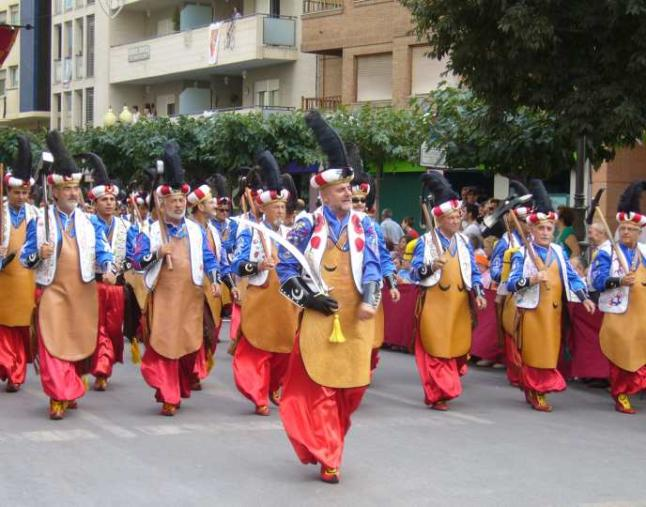
Comparsa de Moros Viejos de Villena

Los Moros Viejos son una de las catorce comparsas que participan en las Fiestas de Moros y Cristianos de la ciudad de Villena (España). Son además, la comparsa más antigua de cuantas componen el bando moro.

## Historia
Se desconoce el año de su fundación, pero desde 1992 se toma como referencia el año de 1843 ya que en esta fecha aparece el primer documento escrito que hace mención directa de la existencia de una comparsa de moros en la localidad. Sin embargo ya se menciona una agrupación de moros de Villena en el Semanario Pintoresco Español en 1838. Hasta 1868 se denomina simplemente Comparsa de Moros, si bien la aparición de otra comparsa del mismo bando unos años antes, hace que se llame popularmente a estos “nuevos” y que la comparsa ya existente reciba el sobrenombre de “viejos”, apodo que acabará adoptando oficialmente hasta nuestros días.
Al igual que la Comparsa de Cristianos, la Comparsa de Moros Viejos es heredera de la tradición militar de la antigua soldadesca que acompañaba a la Virgen de las Virtudes en procesión por la ciudad de Villena. De esta tradición conserva la forma de desfilar puramente militar y siempre a pasodoble. Llevan también el arma en el brazo derecho porque así se llevó en el Ejército español hasta 1850.
El traje utiliza elementos propios de los Gastadores militares del siglo XIX como el pico, la mochila y el delantal de cuero marrón.
Desde la década de 1930 se estableció la costumbre de alojar a los músicos de las bandas que se contrataban en las casas particulares de los socios, hecho que ocurrió hasta 1967, cuando se comenzó a alojar a los músicos en las sedes de las comparsas.
A pesar de la antigüedad de la comparsa, no fue nunca numerosa en cuanto a socios, en 1940 a penas contaba con 34 socios y en el año 1954 eran 80. No fue hasta la década de 1970 cuando se superan los 200. A finales de la década de 1980 con la incorporación de la mujer a la fiesta el número de socios sufre un aumento realmente importante.
Al menos desde 1838 es también la comparsa encargada de recuperar la efigie de La Mahoma cada mes de mayo de la vecina villa de Biar, trasladándola originalmente en un carro y en un camión en la actualidad.